# Horst Jährling

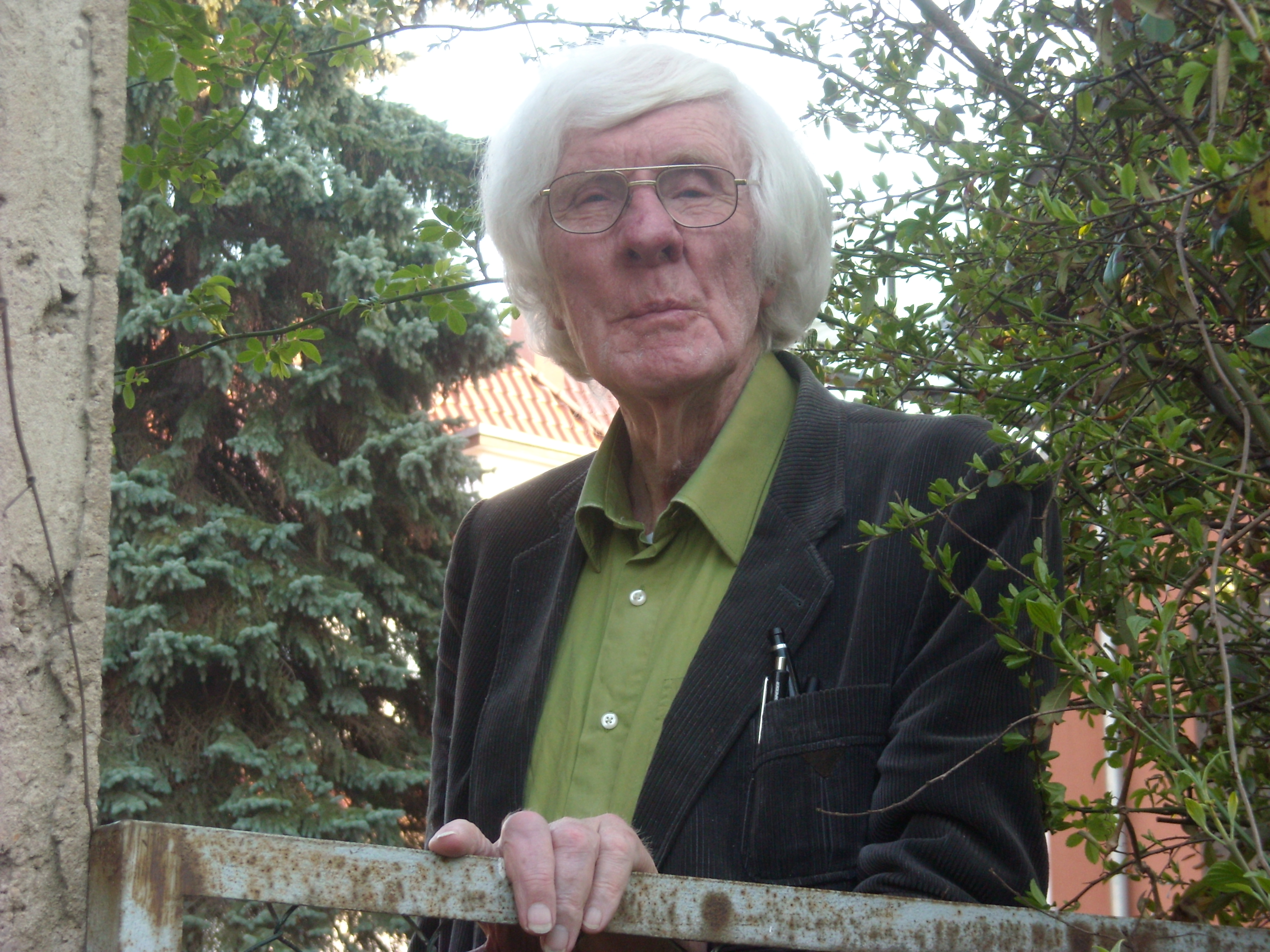
Horst Jährling (2009)

Horst Jährling (* 25. Februar 1922 in Erfurt; † 4. Februar 2013 in Bad Berka) war ein deutscher Künstler, Maler, Graphiker, Architektur-Restaurator, Kunstpädagoge, Hochschullehrer und Glocken-Gestalter sowie Glocken-Ritzzeichner.

## Leben und Wirken

### Kindheit, Jugend, Studium
Horst Jährlings Vater stammte aus Rheinhessen, seine Mutter aus dem Fürstentum Schwarzburg-Rudolstadt. Die Familie zog 1923 von Erfurt nach Apolda, da der Vater dort als Reichsbankbeamter tätig wurde. Jährling besuchte 1928–1932 die Volksschule und 1932–1940 das Gymnasium in Apolda. Nach Abitur und Militärdienst (1941–1945) studierte Jährling 1947–1951 an der Staatlichen Hochschule für Baukunst und Bildende Kunst Weimar bei Felix Jacob, Albert Schaefer-Ast und Otto Herbig. Sein Studium blieb ohne Abschluss, weil die Abteilung Bildende Kunst aus der Hochschule in Weimar herausgelöst und nach Dresden verlagert wurde, während Jährling in Weimar blieb. Jährling war von 1952 bis 1990 Mitglied des Verbands Bildender Künstler.

### Dozent und Freiberufler

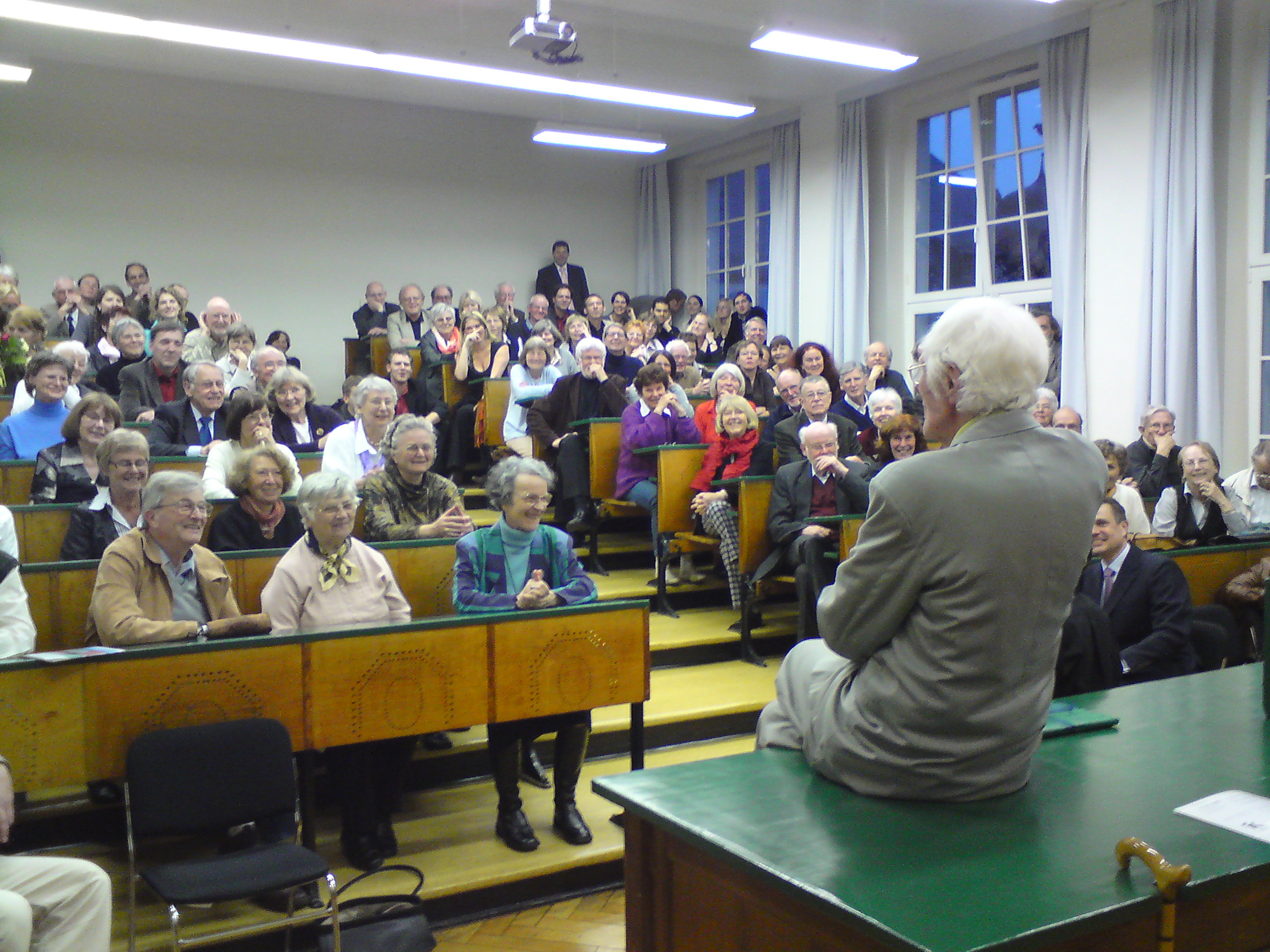
Horst Jährling bei einem Vortrag (im Jahr 2009)

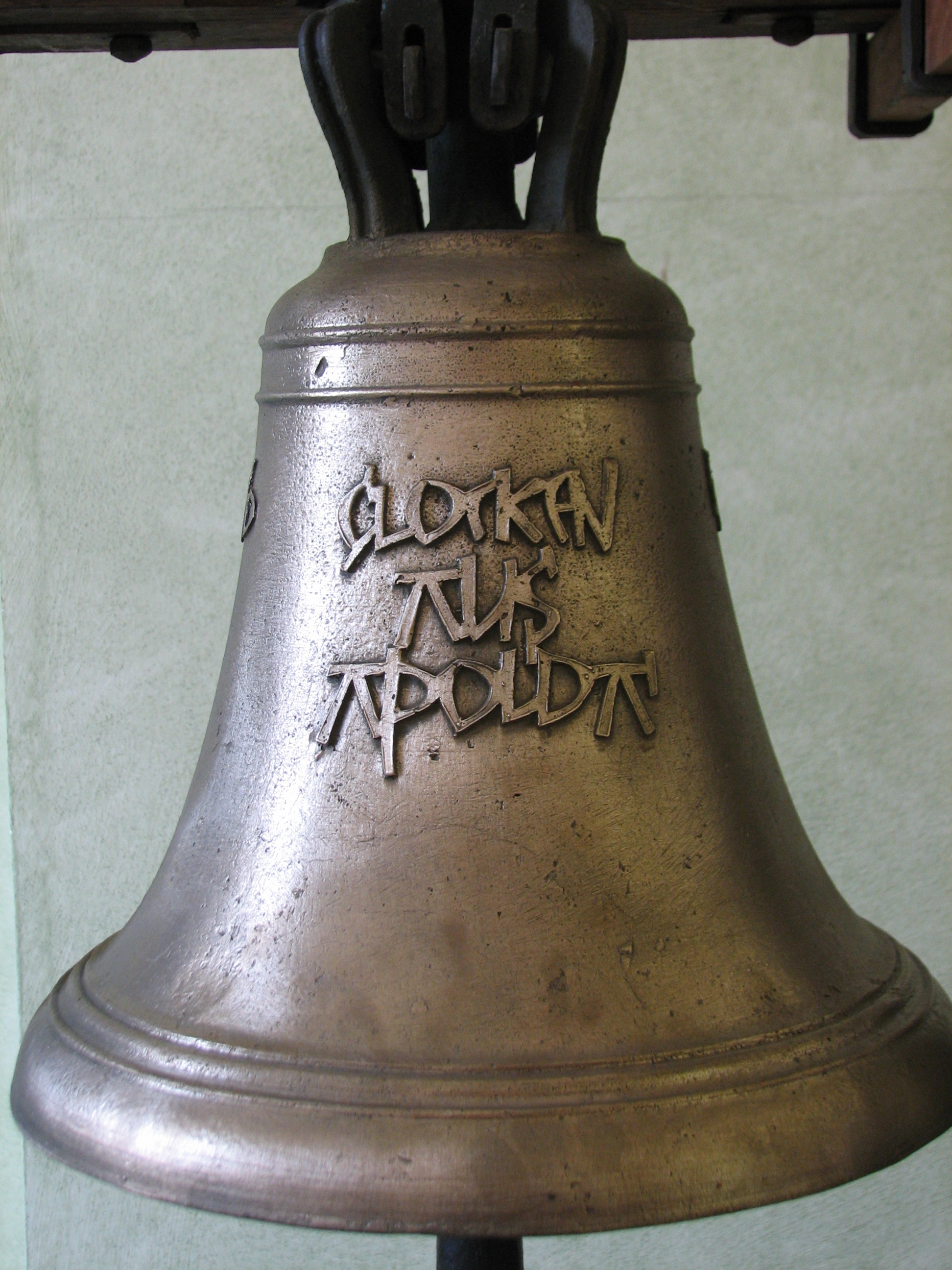
Von Horst Jährling gestaltete Jubiläums-Glocke von 1976 mit der Aufschrift Glocken aus Apolda im Rathaus von Apolda: Anlass zum Guss war das Jubiläum 150 Jahre Glockengießerei Ulrich und Schilling (seit 1826). Gegossen von Apoldas letztem Glockengießermeister Peter Schilling

Von 1953 bis 1962 war Jährling Dozent für Architekturfarbe und Baugeschichte an der Arbeiter-und-Bauern-Fakultät der Hochschule für Architektur und Bauwesen Weimar, danach war er in Weimar freischaffender Maler.
Für die Evangelische Erwachsenenbildung Thüringen in Jena hielt Horst Jährling von 1996 bis etwa 2008 Vorträge und führte Studienreisen durch.

### Maler und Künstler
Hauptgegenstand seines künstlerischen Schaffens als freiberuflicher Maler ab 1962 sind Jährlings thüringische Heimat, deren Landschaft und Architektur gewesen. In den 1990er Jahren konzentrierte er sich wieder mehr auf seine Malerei, er „schwelgte in Farben“, wie er sagte, und gestaltete zahlreiche Ausstellungen. Jährlings Bilder sind meist unsigniert und ohne Jahreszahl.

#### Ausstellungen (unvollständig)
- 1963: Schloss Sondershausen
- 1964: Kunstausstellung Kühl Dresden und Buchhandlung Engewald, Leipzig
- 1965: Stadtmuseum Mühlhausen
- 1968: Buchhandlung Katharina Becker, Weimar
- 1975 und 1979: Erfurt, Bezirkskunstausstellung
- 1977: Angermuseum Erfurt
- 1978: Kabinett am Goetheplatz Weimar (mit Horst Hausotte)
- 1979: Thüringer Museum Eisenach (mit Ehefrau Anneliese Jährling)
- 1979: Erfurt („spectrum. Bildende Künstler der DDR an der Hochschule für Baukunst und Bildende Künste Weimar 1946 – 1951“)
- 1982: Lucas-Cranach-Gesellschaft Weimar
- 1992: Stadtmuseum Weimar im Kunstkabinett am Goetheplatz
- 1993: Hofatelier Weimar
- 1994: Galerie Profil, Weimar und Glockenmuseum Apolda
- 1996: Galerie & Kunsthaus Hebecker, Weimar (mit Otto Paetz)
- 1997: Galerie Profil, Weimar und Kunstkabinett am Goetheplatz, Weimar
- 2002: Kunsthaus Apolda (anlässlich des 80. Geburtstags)
- 2012: Kunsthalle „Harry Graf Kessler“, Weimar (anlässlich des 90. Geburtstags)[6][8]
- 2016: Kulturfabrik Apolda, 7. Mai bis 30. Juni[9]
- 2022: Kunsthalle "Harry Graf Kessler", Weimar (anlässlich seines 100. Geburtstags), "Unterwegs - Zuhause"
- 2024: Kunstkaten Ahrenshoop, Ahrenshoop, "Landschaften aus fünf Jahrzehnten"

sowie Ausstellungen in Berlin, Fulda und Schloss Kromsdorf (Zeitraum aktuell nicht bekannt)

### Denkmalpfleger und Kirchen-Restaurator
Ab 1965 war Jährling auch als freier Mitarbeiter des Instituts für Denkmalpflege in Erfurt tätig. Er war beteiligt an der Restaurierung von Schloss Wilhelmsburg in Schmalkalden und an der Restaurierung historischer Stadtkerne (Erstellung von Farbdispositionen für Fassaden) in Weimar (1975), für den Anger in Erfurt (1976–1978, dort wurden mehr als 60 Gebäude farblich gefasst), in Arnstadt (1977–1978) und Nordhausen. Auch schuf er die Farbkonzeption für die Greifswalder Straße und die damalige Klement-Gottwald-Straße in Berlin. Jährling hat „in den zurückliegenden Jahrzehnten der DDR-Zeit mit Mut und Überzeugungskraft Farbe in das alltägliche Grau gebracht“ (Christine Lieberknecht, 1997).

„Die kompakte Masse der in unmittelbarer Nachbarschaft zum Angermuseum stehenden Gründerzeitbauten wurden farbig bis ins kleinste Detail gegliedert, um ihr die Dominanz zu nehmen. Ich hielt es für gut, bei einem Gebäude den Fond farbig zu gestalten und die Gliederung in Sandstein als farbigen Gegensatz stehenzulassen. Bei anderen Gebäuden verfuhr ich umgekehrt; die Fläche in ihrem Material, die Gliederungen farbig. So gewann der Barockbau das Primat zurück. Die Farben an den Gründerzeitbauten setzte ich in Lichtwertkontrast und in Kaltwarm-Spannung, die Klänge grotesk gesteigert, um die skurrile Formensprache des späten 19. Jahrhunderts noch sichtbarer zu machen. (...) Die Bauten der zwanziger Jahre unseres Jahrhunderts sind in grafische Spannung gesetzt, das heißt helle Wände stehen in Kontrast zu den dunklen Fensterbänken. Die Fensterhölzer sollten einen Akzent in Blau oder Rot ergeben. (...) Ich ging stets davon aus, eine Flanierzone zu schaffen und kein Architekturmuseum. (...) Die farbgestalterischen Möglichkeiten wurden voll genutzt – durch Komplementärspannungen, Lichtwertkontraste, Aktiv-passiv-Verhältnisse, Nuancierungen, Proportionskontraste und Kaltwarm-Spannungen. Als die Gerüste fielen, hat zu meiner großen Freude die Erfurter Bevölkerung das neue Gesicht ihres Angers voll angenommen.“

Horst Jährling übernahm seit Mitte der 1960er Jahre die Farbgebung historischer Bauten und die Innengestaltung von Kirchen. Er brachte frische Farben in rund 150 Kirchen, so in die Martinskirche (Apolda), in St. Severi (Blankenhain) (1981), in die Kirche in Kapellendorf, St. Trinitatis (Legefeld), die Dorfkirche Oettern sowie 1988 auch in die Kirche zu Oldisleben und nach 1994 in die Kirche zu Schöndorf bei Weimar.
Restaurierte Gebäude und Straßenzüge
- Apolda: Martinskirche (Apolda) und die Kirchen in Döbritschen, Frankendorf, Gröben, Großromstedt, Herressen, Dorfkirche Hirschroda, Isserstedt, Kloster Kapellendorf, Dorfkirche Kleinromstedt, St. Marien (Mattstedt), St. Bonifatius (Nennsdorf), Niederroßla, Pfuhlsborn, Dorfkirche Schlöben, Dorfkirche Schmiedehausen, Schöten, Utenbach, Wersdorf, Wormstedt und Dorfkirche Reisdorf
- Arnstadt: Katholische Kirche, Rathaus, Altstadt-Straßenzüge sowie die Kirchen in Bittstädt, Haarhausen, Holzhausen, Plaue, Siegelbach und Sülzenbrücken
- Berlin: Straßenzüge im Prenzlauer Berg, Achse Greifswalder Straße sowie in Weißensee
- Erfurt und Umgebung: Kirche St. Lorenz, Lutherkirche Umbau und Erweiterung zu Gemeindezentrum (1983), Straßenzüge der Altstadt, Anger, Dominsel, Bahnhofstraße sowie die Kirchen in Dielsdorf, Eckstedt, Elxleben, Goldbach, Kerspleben und Kleinmölsen
- Sömmerda: Stadtkirche, Barockkirche, Katholische Kirche, Rathaus sowie die Kirchen in Sprötau, Straußfurt (auch das dortige Gemeindezentrum), Tunzenhausen und Udestedt
- Heiligenstadt: Propsteikirche sowie die Kirchen in Oberdorla und Rüstungen
- Jena: Rathaus sowie die Kirchen in Ammerbach, Dornburg und Dorndorf und das Gemeindezentrum in Camburg
- Straßenzüge in Nordhausen und die Kirche in Mauderode
- Rudolstadt: Stadtkirche, Lutherkirche, Gemeindezentrum, Straßenzüge der Altstadt, Schloss Kochberg in Großkochberg sowie die Kirchen in Katzhütte, Neckeroda, Uhlstädt, Wittersroda und Zwabitz
- Saalfeld: Katholische Kirche und Gemeindezentrum sowie die Kirchen in Großneundorf und Thimmendorf
- Schmalkalden: Schloss Wilhelmsburg
- Sondershausen: Katholische Kirche und Festsaal im Schloss Sondershausen sowie die Kirchen in Bad Tennstedt, Greußen (Katholische Kirche), Grüningen, Jecha, Niedertopfstedt, Stockhausen, Trebra und Urleben
- Weimar: Herderkirche, Katholische Kirche, Chor der Jakobskirche, Kreuzkirche, Kirche Tiefurt, Kirche Oberweimar, 380 Gebäude in der Altstadt in Weimar: Marienstraße, Carl-August-Allee, Schillerstraße und klassizistische Bauten von der Alten Wache in der Erfurter Straße bis zum Ende der Karl-Liebknecht-Straße sowie Kirchen in Bad Berka, Bergern, Blankenhain (auch Gemeindezentrum und Straßenzug), Daasdorf am Berge, Drößnitz, Göttern, Gutendorf, Hammerstedt, Hochdorf, Hottelstedt, Keßlar, Kleinrudestedt, Kleinschwabhausen, Kranichfeld (auch Gemeindezentrum), Kromsdorf, Lehnstedt, Magdala, Neumark, Niedersynderstedt, Nohra, Obersynderstedt, Oßmannstedt, Possendorf, Ramsla, Schwerstedt, Tannroda, Troistedt, Tromlitz und Wohlsborn[17]

### Glocken-Gestalter und -Ritzzeichner
Horst Jährlings Vielseitigkeit zeigte sich auch in seinen gestalterischen Arbeiten für die Glockengießerei in Apolda. 1949 beauftragte ihn Glockengießer Franz Schilling in Apolda mit einem Zyklus zeichnerischer Darstellungen zur Glocken-Herstellung. Von da an verpflichtete Schilling den Künstler immer wieder als Gestalter und Ritzzeichner seiner Glocken.
Jährling hat für die Verzierung der Glocken zwei Techniken angewandt: Einerseits mittels Aufbringen von Inschriften, Ornamenten und figürlichen Darstellungen aus Wachs auf die „falsche Glocke“ (mit dieser Technik – dem Wachsausschmelzverfahren – wurden die meisten Glocken verziert) und andererseits mit der Glockenritzzeichnung, also dem Einritzen von Inschriften und figürlichen Darstellungen in den Glockenmantel (das ist die interessantere und anspruchsvollere, von Franz Schilling bevorzugte Technik gewesen).

„Eine Glocke gewinnt durch die Eigenart einer künstlerischen Schrift (...). Schnitt der Künstler nach vorheriger Aufzeichnung die Legende aus dünnen Wachstafeln aus, entstand wie bei der Ritztechnik ein bewegtes Schriftbild, denn er konnte jedes Wort beliebig gestalten. Noch spontaner wirken freihändig aus Wachs geschnittene Buchstaben, eine Art der Beschriftung von Glocken, die besonders Horst Jährling aus Weimar – über dreißig Jahre für Schrift und Reliefschmuck in der Apoldaer Gießerei zuständig – anwendete. Seine Ausdrucksweise vermied grundsätzlich Detailreichtum und war einer großzügigen, in ruhigen Linien fließenden Form untergeordnet; er ließ sowohl bei der Schrift als auch bei der Zier die Fläche als Erscheinung dominieren und löste so eine Harmonie von selbständigem Charakter aus.“

Die Glockenritzzeichnung verlangt außerordentliche Konzentration und Disziplin; der Künstler muss frei auf der gegebenen Fläche zeichnen und eine sichere Hand besitzen. Das leichte Ausbrechen des Schriftlehms verleiht diesen Werken – in Erz fixiert – einen sehr lebendigen Reiz und lässt die Zeichnungen frisch hervortreten.
Ein Beispiel für Jährlings künstlerisches Schaffen auf Glocken findet sich in Erfurt in der Kirche St. Severi: Die Neue Martha von 1961 trägt eine seiner Glockenritzzeichnungen, die Christopherus darstellt.
In vier Jahrzehnten geschäftlich-künstlerischer Partnerschaft zwischen Franz Schilling und Horst Jährling entstand sein Glockenschmuck. Das Verhältnis war geprägt von gleichgestimmter Geisteshaltung, und neben beruflichen Aufgaben gab es auch private Kontakte. Jährlings künstlerische Arbeit war ab der Zwangsverstaatlichung 1972 und nach Ausscheiden von Peter und Margarete Schilling aus ihrem de facto enteigneten Familien-Unternehmen rückläufig (aufgrund der rapide gesunkenen Qualität der Glocken, wofür die Eheleute Schilling weder direkt noch indirekt verantwortlich waren und weshalb sie ihre vertragliche Mitarbeit dort kündigten), da auch die Gestaltung der Glocken vernachlässigt wurde. Jährling war noch hin und wieder als freier künstlerischer Mitarbeiter für den VEB Glockengießerei Apolda tätig – bis zur Schließung im Jahr 1987.
Die Verbindung Glocke – Kirche und die sich daraus ergebenden, weltweiten Kontakte zu Musikern, Malern, Bildhauern, Schriftstellern und Auftraggebern von Glocken brachten den Apoldaer Glockengießern und dem Ehepaar Jährling ständige MfS-Überwachung ein, die in umfangreichen Akten dokumentiert sind.
1999 konnte Horst Jährling noch einmal Glockenschmuck entwerfen, und zwar für die Autobahnkirche Gelmeroda: Er verantwortete die Gestaltung dieser letzten Glocke der Glockengießer-Dynastie Schilling aus Apolda, die auf dem Markt in Weimar von der Glockengießerei Rudolf Perner aus Passau gegossen wurde.

### Privates
Während seines Studiums lernte Horst Jährling seine spätere Frau, Anneliese Kopf, kennen. Das Paar heiratete 1949 und bekam 1951 in Weimar eine Tochter, Anna-Barbara Wuttke-Jährling. Die Eheleute wohnten bis zum Lebensende in Weimar. Anneliese Jährling (1918–2006) war als Textilgestalterin tätig.

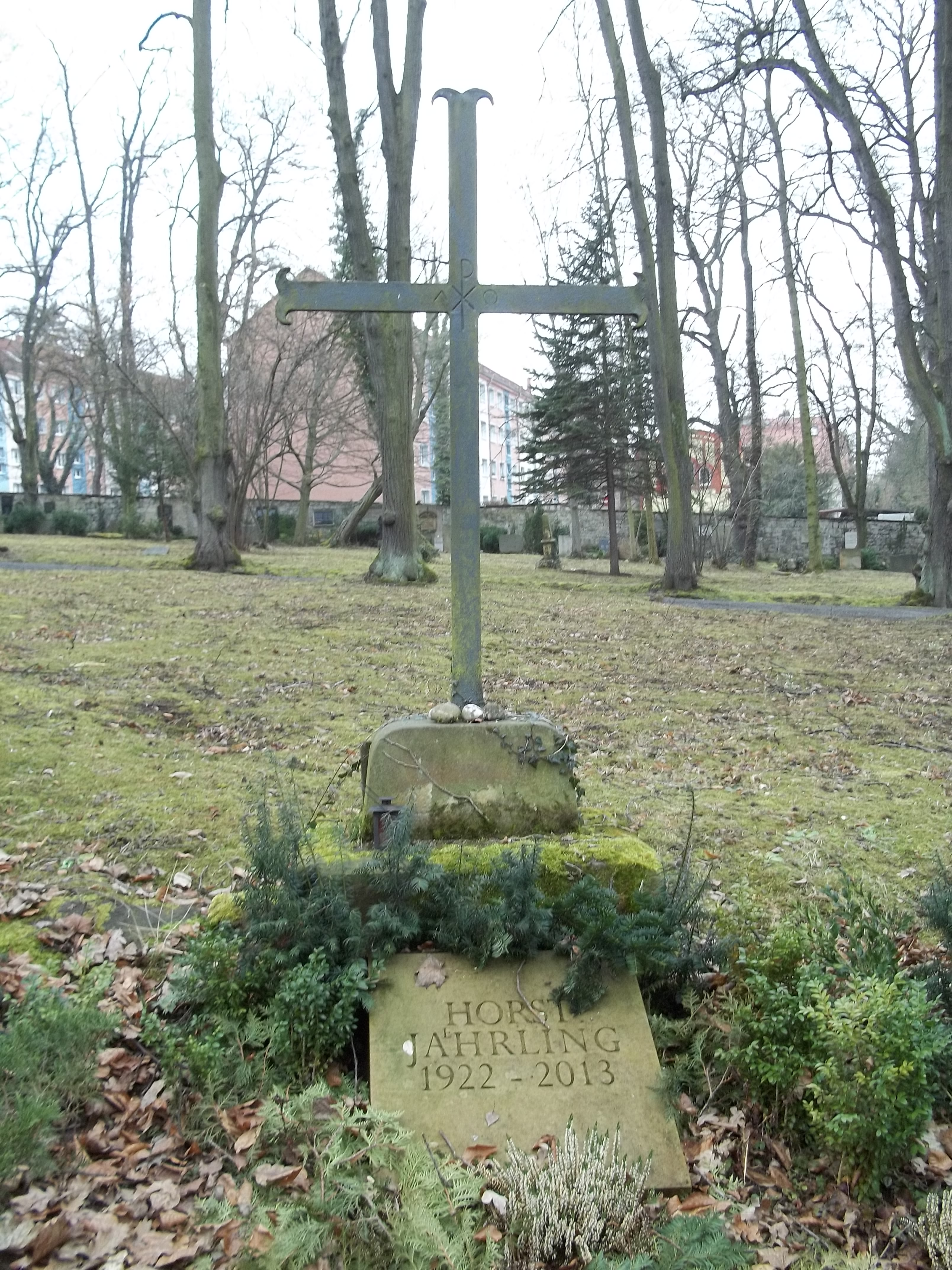
Letzte Ruhestätte von Horst Jährling in Weimar

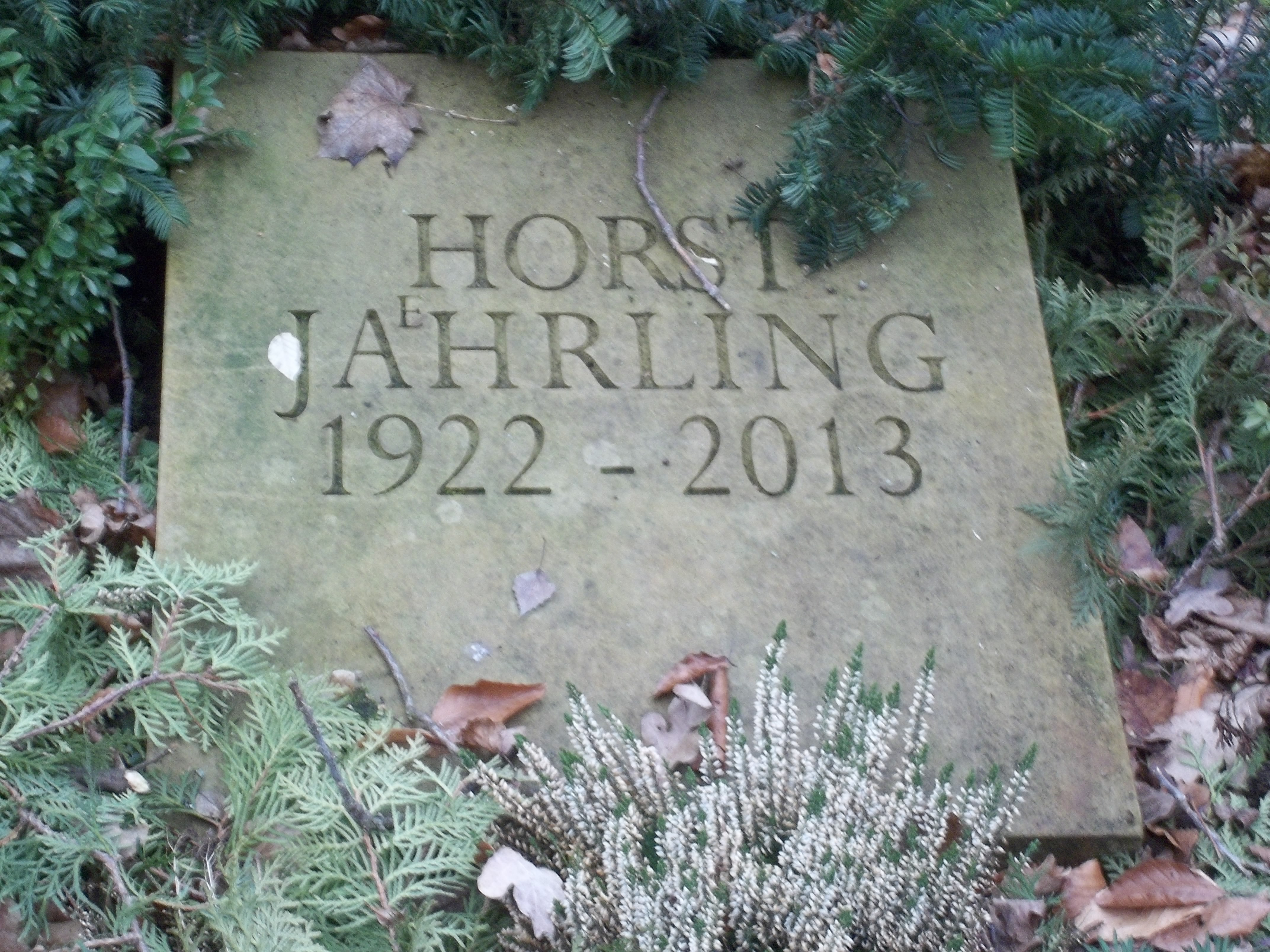
Grabplatte für Horst Jährling

Die gemeinsame Grabstätte von Horst und Anneliese Jährling befindet sich auf dem Historischen Friedhof Weimar.

## Auszeichnungen
- Architekturpreis der Deutschen Demokratischen Republik 1980,[28] verliehen als Kollektiv-Preis[8]
- Weimar-Preis 1997, verliehen am 3. Oktober 1997: „Die Stadt Weimar ehrt den Maler und Grafiker Horst Jährling. Durch seine Arbeit als Künstler sowie sein Engagement als Restaurator und Lehrer hat er sich weit über die Grenzen Thüringens hinaus Anerkennung erworben und damit um Weimar verdient gemacht. Für seine herausragenden Leistungen verleiht die Stadt Horst Jährling den WEIMAR-PREIS 1997.“[29][30]
- Kunstpreis der jenacon foundation gGmbH in Jena, zeitgleich Personal-Ausstellung im Jenaer Kunstverein, 17. April – 13. Mai 2009[31]

## „Libera nos domine“ – „Befreie uns, Herr!“
Etwa 1950 lernte der damalige Student Horst Jährling in Apolda den Glockengießermeister Franz Schilling kennen, der eine Pappel-Zeichnung Jährlings beim örtlichen Buchbinder erworben hatte. Aus diesem ersten Kontakt wurde eine fast vier Jahrzehnte währende Freundschaft und Zusammenarbeit und Freundschaft. Der Künstler Jährling verantwortete in dieser Zeitspanne die Verzierung und Beschriftung zahlreicher Glocken-Neugüsse Schillings.
Das Äußere etlicher Glocken aus dieser Zeit, die die SED, die DDR-Regierung und andere staatliche Institutionen in Apolda bei Schilling in Auftrag gegeben hatten, waren auf deren Geheiß mit entsprechenden Symbolen, Ornamenten und Sprüchen „politisch aufgeladen“ gestaltet. Ohne dass die Auftraggeber das wussten, trugen und tragen manche dieser Glocken ein kleines, feines Zeichen bürgerlich-religiösen Protests gegen die DDR: Am untersten Rand finden sich in kleinen Buchstaben in Latein die Worte „Libera nos domine“ (auf Deutsch: „Befreie uns, Herr!“) – ein Stoßgebet, das Jährling vor dem Guss hin und wieder heimlich in die Gussform eingefügt hatte.

## Öffentliche Museen und Sammlungen mit Werken Jährlings (unvollständig)
- Altenburg/Thür.: Lindenau-Museum
- Erfurt: Angermuseum
- Jena: Städtische Museen Jena[33]

## Veröffentlichungen von und über Horst Jährling
- Jenaer Kunstverein (Hrsg.): Horst Jährling – Malerei und Zeichnung. Katalog zur Ausstellung im Jenaer Kunstverein, 17. April – 13. Mai 2009, Jena 2009, ohne ISBN. Ausstellung anlässlich der Verleihung des Kunstpreises der jenacon foundation an Horst Jährling
- Margarete Schilling: Horst Jährling – Graphische Darstellungen für die Apoldaer Glockengießerei und die Glockengießerfamilie Schilling. Apolda 2008, ohne ISBN. Im Bestand der DNB[36]
- Thomas Bahr: Farbe im Stadtraum und in Kirchen. Horst Jährling zum 85. Geburtstag. In: Apoldaer Heimat. Beiträge zur Natur- und Heimatgeschichte der Stadt Apolda und ihrer Umgebung. 25. Jahrgang, Apolda, 2007, S. 24[37][38]
- Margarete Schilling: Horst Jährling und die Glockengießerei in Apolda. In: Weimarer Heimat, Blätter für Natur, Geschichte, Kultur des Kreises Weimarer Land, Heft 12, 1998.
- Katalog Horst Jährling – Malerei 1962–1997 zur Ausstellung im Kunstkabinett am Goetheplatz, 4. Dezember 1997 bis 1. März 1998. Weimar 1997, ohne ISBN, Auflage: 1000 Exemplare. Erster Personalkatalog des Künstlers. Mit einem Grußwort von Christine Lieberknecht, einem ausführlichen Beitrag über den Künstler von Karl-Heinz Hüter (S. 4–8), einem Interview vom 24. Juni 1997 mit Horst Jährling (S. 12–19), einer Auflistung von Jährlings Restaurierungsarbeiten (S. 20), Informationen zu den zehn meist überfüllten Abenden der Veranstaltungsreihe Ars Omnis von Oktober 1984 bis März 1988 zum Miteinander von Musik, Malerei und Literatur mit Michael Berg, Horst Jährling und Eberhard Haufe im Saal „Am Palais“ der Hochschule für Musik „Franz Liszt“, zahlreichen Abbildungen in Schwarzweiß (S. 9–11) und Farbe (S. 23–49) und Künstler-Biographie mit Ausstellungs-Übersicht (S. 50). Herausgegeben vom Stadtmuseum Weimar und der Galerie Profil.
- Fest-Broschüre Weimar-Preis 1997 – Reden zur Verleihung des Weimar-Preises am 3. Oktober 1997 (darin u. a. Rede des Oberbürgermeisters und Laudatio von Michael Berg (Musikwissenschaftler) für Horst Jährling, damals 40 Jahre mit Jährling befreundet). Herausgegeben von der Stadtkulturdirektion der Stadt Weimar, Weimar 1997, ohne ISBN[30]
- Lore Plietzsch, Horst Jährling: Galerie im Cranachhaus, Weimar, Ausstellung 27. Juli – 3. September 1982.[39][39]
- Webseite mit Landschaftsbildern von Horst Jährling https://horstjaehrling.de/
- Horst Jährling: Eine Flanierzone, kein Architekturmuseum. Zur farbigen Neugestaltung des Erfurter Angers. S. 581 in: Bildende Kunst Nr. 12/1978, Herausgegeben vom Verband Bildender Künstler der DDR.
- Horst Hausotte und Horst Jährling: Malerei/Grafik. Katalog zur Ausstellung in Weimar vom 4. Mai bis 15. Juni 1978 im Kabinett am Goetheplatz (heute: Kunsthalle "Harry Graf Kessler"), veranstaltet vom Kabinett für Kulturarbeit Weimar-Stadt.
- Horst Jährling im Gespräch mit Manfred Kiedorf in: „Oh ihr Nymphen, die ihr wohnet in den Bäumen“ – Zwei malende Bohemiens im Weimar der fünfziger Jahre. Erinnerungen von Manfred Kiedorf, Regie: Matthias Thalheim, Mitteldeutscher Rundfunk 1993.
- Katalog Horst Jährling - Landschaften aus fünf Jahrzehnten, zur Ausstellung im Kunstkaten Ahrenshoop vom 26. Mai bis 7. Juli 2024. keine ISBN, Herausgeber Kurverwaltung Ahrenshoop und André Rosenthal, Autorem: Karl-Heiz Hütter (Seiten 2–3), Sybille Wuttke (Seiten 4–5), André Rosenthal (Seiten 6–7), Kuratoren: Sandra Schröder, künstlerische Leitung Kunstkaten Ahrenshoop, Bendetta Roux Berlin,  Leihgeber: Nachlass Horst Jährling, Barbara Wuttke-Jährling, Weimar, Privatbesitz Königswusterhausen, Privatbesitz Ludwigsfelde, Privatbesitz Berlin, 50 Farbabbildungen Seiten 8–57, Biographie Seite 58, Ausstellungen Seit 59, Konzeption Ausstellung und Katalog: André Rosenthal, Bendetta Roux, Sandra Schröder, Fotographie: Eric Tschernow, Sybille Wuttke, Grafikdesign und Herstellung M8 Medien GmbH, Berlin, https://horstjaehrling.de/